# اچ‌ام‌ای‌اس آرچر (پی ۸۶)
اچ‌ام‌ای‌اس آرچر (پی ۸۶) (به انگلیسی: HMAS Archer (P 86)) یک کشتی است که طول آن ۱۰۷٫۶ فوت (۳۲٫۸ متر) می‌باشد. این کشتی در سال ۱۹۶۷ ساخته شد.